# Bura-Marghi jezici
Bura-Marghi jezici (A.2), skupina biu-mandara jezika afrazijske grane iz Nigerije koja obuhvaća 8 jezika, to su:
a. Bura: bura-pabir, cibak, kofa, putai (marghi zapadni)
b. Marghi: marghi centralni, marghi južni, huba (kilba)
Nggwahyi

## Vanjske poveznice
- Ethnologue (14th)
- Ethnologue (15th)